# Barrio Arenales
Barrio Arenales es uno de los barrios de la ciudad de Rivadavia, provincia de Mendoza, Argentina, ubicado al este de la ciudad; en la intersección de las calles Arenales y Luzuriaga. 
Posee aproximadamente 500 personas que habitan 108 viviendas.
Su plaza es Malvinas Argentinas donde se realizan los actos oficiales del departamento todos los 2 de abril. fue fundada en el año 1930 Por luis Antonio de Berrios.
- Datos: Q6393767